# Аль-Бустами, Мутасим
Мутасим Маджид аль-Бустами (араб. معتصم ماجد البسطامي‎; род. 6 июня 1999, Иордания) — катарский футболист, вратарь клуба «Катар СК».

## Клубная карьера
Начинал заниматься футболом в академии клуба «Аль-Джаиш». Позже перешёл в столичный клуб «Катар СК», с которым впоследствии подписал первый профессиональный контракт. С ноября 2018 года периодически стал привлекаться к тренировкам с основной командой и попадать в заявку на матчи Старс-лиги и кубка страны. 16 ноября дебютировал в основном составе клуба в матче кубка Старс-лиги с Аль-Гарафой. Аль-Бустами вышел в стартовом составе и оставил свои ворота в неприкосновенности, а в компенсированное к основному времени матча время уступил место на поле Мухаммед Ганему.
3 августа 2020 года дебютировал в матче чемпионата Катара с «Умм-Салалем». На 15 минуте встречи основной голкипер команды Джассим аль-Хаиль получил травму, в результате чего аль-Бустами был вынужден войти в игру без разминки. Встреча завершилась со счётом 1:1.

## Личная жизнь
Старший брат Мутаз аль-Бустами также футболист, выступает на позиции полузащитника.

## Клубная статистика
| Выступление      | Выступление      | Выступление      | Лига | Лига | Кубки | Кубки | Конт. кубки | Конт. кубки | Итого | Итого |
| Клуб             | Лига             | Сезон            | Игры | Голы | Игры  | Голы  | Игры        | Голы        | Игры  | Голы  |
| ---------------- | ---------------- | ---------------- | ---- | ---- | ----- | ----- | ----------- | ----------- | ----- | ----- |
| Катар СК         | Старс-лига       | 2018/19          | 0    | 0    | 0     | 0     | 0           | 0           | 0     | 0     |
| Катар СК         | Старс-лига       | 2019/20          | 3    | -2   | 1     | 0     | 0           | 0           | 4     | -2    |
| Катар СК         | Итого            | Итого            | 3    | -2   | 1     | 0     | 0           | 0           | 4     | -2    |
| Всего за карьеру | Всего за карьеру | Всего за карьеру | 3    | -2   | 1     | 0     | 0           | 0           | 4     | -2    |